# Wasserturm Frillendorf

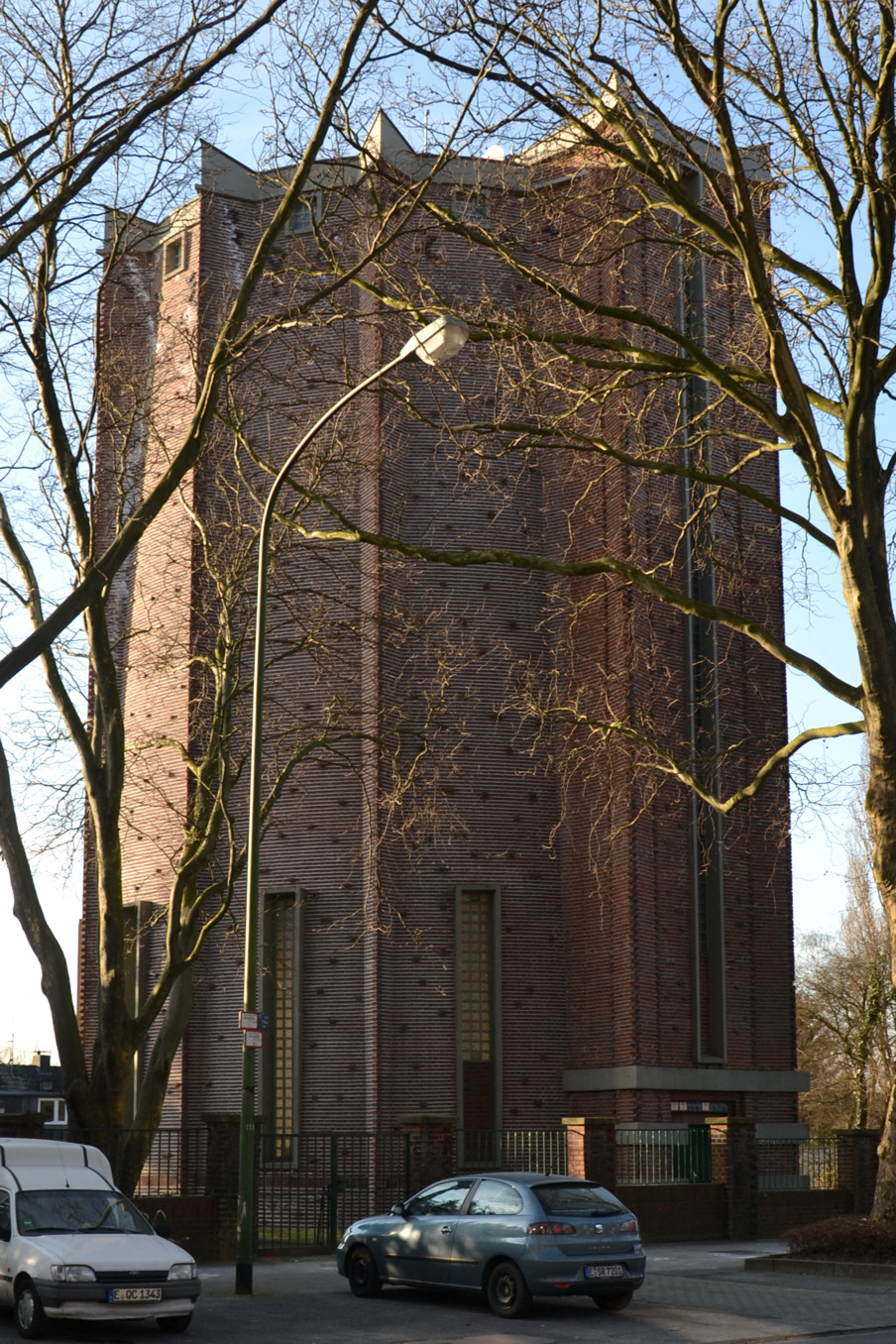
Wasserturm Frillendorf

Der Wasserturm Frillendorf II ist ein 1925 errichteter Wasserturm im Essener Stadtteil Frillendorf. 1985 wurde er unter Denkmalschutz gestellt.

## Vorgeschichte
Frillendorfs Einwohnerzahl lag jahrhundertelang bei etwa 90 Personen, bevor im 19. Jahrhundert im Ruhrgebiet die Industrialisierung einsetzte. 1847 wurde der erste Schacht der Zeche Königin Elisabeth abgeteuft; es folgten 1897 und 1912 zwei weitere Schächte. Entsprechend wuchs die Einwohnerzahl, da zahlreiche Wohnstätten für zugewanderte Bergarbeiter geschaffen wurden. Durch den Bergbau sank der Grundwasserspiegel so stark, dass die Brunnen trocken fielen, die die Haushalte versorgt hatten.

## Wasserturm Frillendorf I
1897 wurde ein Wasserliefervertrag zwischen den Gemeinden Stoppenberg, Frillendorf, Schonnebeck und Huttrop mit der damals selbständigen Stadt Steele geschlossen. 1907 errichtete man einen ersten eisernen Wasserhochbehälter an der Höhenstraße (heute Ernestinenstraße). Er lagerte auf einem zweigeschossigen, steinernen Rundturm. Dieser erwies sich aber bald als zu niedrig und musste durch einen neuen Wasserturm ergänzt werden. 1973 wurde der erste Turm niedergelegt. Auf dem Gelände befindet sich heute eine Wohnanlage mit Eigentumswohnungen.

## Wasserturm Frillendorf II
Der Architekt Arndts errichtete 1925 „unter dem Einfluss von Edmund Körner“ den neuen Wasserturm. Der Turm dient als Ausgleichsbehälter für den Wasserdruck und zur Deckung des Wasserbedarfs in Spitzenzeiten.
Der ungefähr zylindrische Turm mit Fassade in Ziegelmauerwerk ist dem Backsteinexpressionismus der 1920er Jahre zuzurechnen und besitzt im Inneren aus statischen Gründen strahlenförmig angeordnete, spitzwinklige Aussteifungsrippen. Die Fassadengestaltung mit dreiecksförmigen „Strebepfeilern“ betont und überhöht diese Formgebung. Einzelne dunklere Steine und Ornamente vor dem oberen Abschluss in der Fassade zieren den Turm. Wasserbehälter, integrierter Treppenhaustrakt und tragende Konstruktion bilden eine Einheit.
Der Turm ist etwa 13 Meter hoch; der Wasserbehälter hat ein Fassungsvermögen von 2000 m³. Er wurde zuletzt im Jahr 2006 renoviert und wird auch heute (2022) noch genutzt.